# Mike Mitchell (cestista)
Michael Anthony Mitchell, detto Mike (Atlanta, 1º gennaio 1956 – San Antonio, 9 giugno 2011), è stato un cestista statunitense, professionista nella NBA, in Italia e in Israele.

## Carriera
Dopo aver frequentato la Luther Judson Price High School, Mitchell trascorse il quadriennio collegiale presso la Auburn University tra il 1974 e il 1978. Durante questo periodo diventò primatista dell'ateneo sia per punti segnati (2 123, superato successivamente da Chuck Person) che per rimbalzi catturati (996). Al suo quarto e ultimo anno di università siglò 24,9 punti di media.
La sua carriera NBA cominciò con la chiamata al Draft 1978 da parte dei Cleveland Cavaliers, che lo selezionarono al primo giro con la 15ª scelta assoluta. Al suo anno da rookie, Mitchell mise a segno 10,7 punti in 19,7 minuti a partita. Il suo minutaggio e la sua produzione offensiva aumentarono sensibilmente nei due anni a seguire, visto che nella NBA 1979-1980 viaggiò a 22,2 punti in 34,2 minuti di media mentre nella NBA 1980-1981 incrementò ulteriormente le proprie cifre al punto tale da realizzare 24,5 punti in 39,0 minuti di media ed essere convocato per l'NBA All-Star Game di quell'anno.
Mitchell iniziò ai Cavaliers anche la stagione NBA 1981-1982, ma a dicembre venne incluso in uno scambio che lo portò ai San Antonio Spurs insieme a Roger Phegley, mentre a fare il percorso inverso furono Reggie Johnson e Ron Brewer. La franchigia texana finì per vincere la Midwest Division ed arrivare fino alle finali della Western Conference, nelle quali furono però eliminati dai Los Angeles Lakers nonostante una serie da oltre 25 punti e 8 rimbalzi di media da parte di Mitchell. L'anno seguente gli Spurs bissarono il titolo di Division e giunsero nuovamente alle finali della Western Conference, perdendo ancora contro i Lakers malgrado un'altra serie di Mitchell da oltre 25 punti di media più 10,3 rimbalzi. Nel 1984-1985, con 22,2 punti di media, riuscì a imporsi come miglior realizzatore stagionale di squadra in quella che fu l'unica annata in cui George Gervin (futuro membro della Hall of Fame) giocò negli Spurs senza riuscire a guidare tale graduatoria. Un anno dopo, nel NBA 1985-1986, Mitchell fece registrare una media di 23,4 punti. La sua stagione 1986-1987 si rivelò invece piuttosto travagliata: si presentò fuori condizione al camp precampionato faticando poi a ritrovare la forma avuta in passato, quindi tra novembre e dicembre rimase infortunato per un mese a seguito di un intervento chirurgico in artroscopia, infine nel marzo 1987 entrò volontariamente a far parte di un programma di recupero dalle tossicodipendenze, scelta che di fatto pose fine alla sua annata che fin lì lo aveva visto segnare 12,7 punti di media in 40 gare. Essendo stata una decisione di carattere volontario, Mitchell evitò la squalifica a vita da parte della NBA, tanto che già all'inizio della stagione seguente fu regolarmente in campo con gli Spurs, in quella che si rivelò poi essere la sua ultima annata intera in NBA (nella quale ebbe un rendimento stagionale che in questo caso fu di 13,5 punti di media).
Nei suoi dieci anni trascorsi in NBA, Mitchell giocò complessivamente 759 partite di regular season nelle quali segnò 19,8 punti e catturò 5,6 rimbalzi di media, oltre a 35 gare dei play-off in cui totalizzò 18,5 punti e 6,4 rimbalzi di media.

Mitchell in azione con la Filodoro Brescia

Nell'estate 1988, all'età di 32 anni, approdò nella Serie A2 italiana con l'ingaggio da parte del Basket Brescia targato Filodoro ed allenato da coach Virginio Bernardi. I suoi 31,4 punti di media in 30 partite di regular season consentirono ai lombardi di qualificarsi per i play-off, fase in cui l'ala americana confermò un rendimento simile con 31,7 punti in 10 gare. L'anno seguente, nella Serie A2 1989-1990, Mitchell riuscì a ritoccare ulteriormente al rialzo le proprie cifre, visto che la media punti stagionale salì a 32,4. Sul finire di quell'annata venne brevemente richiamato in NBA per disputare quattro gare di play-off con la sua vecchia franchigia dei San Antonio Spurs.
Nel dicembre 1990 venne ingaggiato a campionato in corso dal Napoli Basket anch'essa sponsorizzato Filodoro, squadra di Serie A1 che al momento dell'arrivo di Mitchell aveva all'attivo solamente 3 vittorie ottenute nelle prime 12 giornate. I 29,8 punti (con il 59,3% da due e il 40,0% da tre) e i 9,7 rimbalzi di media del trentacinquenne nativo di Atlanta contribuirono non poco a rimettere i partenopei in corsa per la salvezza con 8 vittorie nelle restanti 18 gare, ma alla fine la formazione allenata da Mario De Sisti per una sola partita di differenza non riuscì ad evitare la retrocessione diretta.
La stagione seguente la trascorse in forza agli israeliani del Maccabi Tel Aviv che quell'anno finirono per laurearsi campioni nazionali per la trentatreesima volta nella loro storia. Nella Coppa dei Campioni 1991-1992, invece, il percorso dei gialloblù si interruppe ai quarti di finale.
In vista del campionato 1992-1993 ritornò a giocare nella Serie A2 con la chiamata della Pallacanestro Reggiana guidata da Virginio Bernardi, il suo primo allenatore in Italia ai tempi di Brescia. La formazione emiliana chiuse quel torneo al primo posto anche grazie ai 29,8 punti di media di Mitchell, il quale nel corso di quell'edizione arrivò a segnare 51 punti in una singola partita in occasione della vittoria interna contro la Libertas Forlì di Darryl Dawkins. Fu tuttavia solo l'inizio di una lunga parentesi che lo vide indossare la canotta reggiana per un totale di sette stagioni consecutive. Al suo secondo anno di permanenza in Emilia, la formazione raggiunse la salvezza con il contributo dei suoi 25,4 punti di media che divennero 27,2 durante le dieci gare di play-out. Nel 1994-1995, invece, il suo apporto di 28,8 punti ad incontro non bastò per evitare il penultimo posto in classifica e la conseguente retrocessione in Serie A2. Dopo un primo tentativo di risalita non andato a buon fine (nonostante i suoi 31,9 punti di media tra regular season e play-off, in una stagione in cui eguagliò il suo career high italiano di 51 punti in una partita in occasione della trasferta di Padova), il ritorno dei reggiani nella massima serie si concretizzò al termine dei play-off della Serie A2 1996-1997, con il quarantunenne Mitchell a trascinare la squadra con 26,5 punti a partita. L'anno seguente, nonostante i 42 anni di età, con i suoi 24,1 punti di media riuscì ad imporsi come miglior realizzatore dell'intera Serie A1 1997-1998, edizione del torneo che vide la neopromossa Reggio Emilia protagonista di un campionato sorprendente culminato con il raggiungimento delle semifinali scudetto (anche se, per via di una lacerazione muscolare alla spalla, l'ultima partita stagionale di Mitchell fu gara 3 dei quarti di finale contro la Benetton Treviso, dopo aver deciso gara 2 con un canestro allo scadere). Mitchell concluse la sua settima e ultima stagione alla Pallacanestro Reggiana viaggiando ad una media di 18,4 punti in regular season all'età di 43 anni, contribuendo al raggiungimento del settimo posto e quindi dei play-off.
Dopo essersi tenuto in forma per qualche mese, il 1º febbraio 2000 diede l'addio al basket giocato con una partita evento organizzata presso il palasport di Reggio Emilia.
Nel novembre 2009 gli venne diagnosticata una forma di cancro ai polmoni. A causa della malattia, si spense il 9 giugno 2011 a San Antonio.

## Statistiche

### NBA

#### Regular Season
| Anno      | Squadra             | PG  | PT  | MP   | TC%  | 3P%  | TL%  | RP  | AP  | PRP | SP  | PP   |
| --------- | ------------------- | --- | --- | ---- | ---- | ---- | ---- | --- | --- | --- | --- | ---- |
| 1978-1979 | Cleveland Cavaliers | 80  | -   | 19,7 | 51,3 | -    | 73,6 | 4,1 | 0,8 | 0,6 | 0,4 | 10,7 |
| 1979-1980 | Cleveland Cavaliers | 82  | 82  | 34,2 | 52,3 | 0,0  | 78,7 | 7,2 | 1,1 | 0,9 | 0,9 | 22,2 |
| 1980-1981 | Cleveland Cavaliers | 82  | 82  | 39,0 | 47,6 | 44,4 | 78,4 | 6,1 | 1,7 | 0,8 | 0,6 | 24,5 |
| 1981-1982 | Cleveland Cavaliers | 27  | 26  | 36,0 | 45,4 | 0,0  | 72,0 | 5,2 | 1,4 | 1,0 | 0,6 | 19,6 |
| 1981-1982 | San Antonio Spurs   | 57  | 57  | 36,7 | 53,9 | 0,0  | 73,3 | 7,9 | 0,8 | 0,6 | 0,5 | 21,0 |
| 1982-1983 | San Antonio Spurs   | 80  | 79  | 35,0 | 51,1 | 0,0  | 75,8 | 6,7 | 1,2 | 0,7 | 0,7 | 19,9 |
| 1983-1984 | San Antonio Spurs   | 79  | 79  | 36,1 | 48,8 | 42,9 | 77,9 | 7,2 | 1,2 | 0,8 | 0,9 | 23,3 |
| 1984-1985 | San Antonio Spurs   | 82  | 82  | 34,8 | 49,7 | 21,7 | 77,7 | 5,1 | 1,8 | 0,7 | 0,3 | 22,2 |
| 1985-1986 | San Antonio Spurs   | 82  | 82  | 36,2 | 47,3 | 0,0  | 80,9 | 5,0 | 2,3 | 0,7 | 0,3 | 23,4 |
| 1986-1987 | San Antonio Spurs   | 40  | 18  | 23,1 | 43,5 | 50,0 | 82,1 | 2,6 | 1,0 | 0,5 | 0,2 | 12,7 |
| 1987-1988 | San Antonio Spurs   | 68  | 20  | 22,1 | 48,2 | 25,0 | 82,5 | 2,9 | 1,0 | 0,5 | 0,2 | 13,5 |
| Carriera  | Carriera            | 759 | 607 | 32,3 | 49,3 | -    | 77,9 | 5,6 | 1,3 | 0,7 | 0,5 | 19,8 |

#### Playoffs
| Anno     | Squadra           | PG | PT | MP   | TC%  | 3P%  | TL%  | RP  | AP  | PRP | SP  | PP   |
| -------- | ----------------- | -- | -- | ---- | ---- | ---- | ---- | --- | --- | --- | --- | ---- |
| 1982     | San Antonio Spurs | 9  | -  | 40,6 | 53,3 | -    | 75,4 | 8,1 | 0,8 | 0,6 | 0,1 | 24,8 |
| 1983     | San Antonio Spurs | 11 | -  | 38,4 | 51,0 | 50,0 | 75,8 | 9,5 | 1,1 | 0,6 | 1,7 | 20,9 |
| 1985     | San Antonio Spurs | 5  | 5  | 36,0 | 56,4 | 0,0  | 87,5 | 3,8 | 2,4 | 0,6 | 0,8 | 21,8 |
| 1986     | San Antonio Spurs | 3  | 3  | 35,7 | 40,4 | -    | 50,0 | 3,0 | 3,3 | 1,0 | 1,0 | 15,7 |
| 1988     | San Antonio Spurs | 3  | 3  | 24,7 | 35,1 | -    | 83,3 | 5,0 | 1,3 | 0,3 | 0,3 | 10,3 |
| 1990     | San Antonio Spurs | 4  | 0  | 3,8  | 37,5 | -    | -    | 0,8 | 0,5 | 0,0 | 0,0 | 1,5  |
| Carriera | Carriera          | 35 | 11 | 33,2 | 50,2 | 33,3 | 76,2 | 6,4 | 1,3 | 0,5 | 0,8 | 18,5 |

## Palmarès

### Squadra
- Campionato israeliano: 1

Maccabi Tel Aviv: 1991-92

### Individuale
- NBA All-Star (1981)